# Instytut Studiów Historycznych i Społeczno-Politycznych KC KPR
Instytut Studiów Historycznych i Społeczno–Politycznych KC KPR (Institutul de Studii Istorice și Social-Politice) – instytucja naukowo-badawcza Komunistycznej Partii Rumunii powołana w 1951 w celu dokumentowania historii partii i ruchu robotniczego. 

## Historia
Do 1966 nosił nazwę Instytutu Historii Partii (Institutul de Istorie a Partidului). Placówce nadano uprawnienia przeprowadzania przewodów doktorskich w dziedzinie historii i nadawania tytułu doktora w następujących specjalnościach: historii ruchu robotniczego i KPR, współczesnej historii ojczyzny, a także historii międzynarodowego ruchu robotniczego i walki o wyzwolenie narodowe. Instytut podlegał Wydziałowi Agitacji i Propagandy KC RPK. 
Został zlikwidowany decyzją rządu w 1990. 

## Podział organizacyjny
- Wydział historii ojczyzny, partii komunistycznej, ruchu rewolucyjnego i demokratycznego w Rumunii (Secția „Istoria patriei, a partidului comunist, a mișcării revoluționare și democratice din România”),
- Wydział tworzenia i rozwoju ładu socjalistycznego w S.R.Rumunii (Secția „Formarea și dezvoltarea orânduirii socialiste din R. S. România”),
- Wydział teoretycznych i metodologicznych problemów badań historycznych (Secția „Probleme teoretice și metodologice ale cercetării istorice”),
- Wydział zagadnień międzynarodowych (Secția „Probleme internaționale”),
- Służba archiwizacji i dokumentacji (Serviciul Arhivă și Documentare),
- Czasopismo „Anale” (Revista „Anale”).

## Dyrektorzy
- 1951-1953 – Clara Cușnir-Mihailovici,
- 1953-1958 – Constantin Pârvulescu,
- 1958 – Miron Constantinescu,
- 1959-1961 – Gheorghe Vasilichi,
- 1961-1989 – Ion Popescu-Puțuri.

## Siedziba
Mieściła się w al. Aleksandra (Aleea Alexandru) 21, później w kompleksie obiektów KC KPR przy pl. Rewolucji (Piața Revoluției) z wejściem od ul. Ministerialnej (str. Ministerului) nr 2-4 (dziś  str. Cristian Popișteanu).